# V-K☆カンパニー
『V-K☆カンパニー』（びびっどきっずかんぱにー）は白泉社「花とゆめ」に連載されていた山口美由紀の漫画作品。

## 概要
連載は短期連載の形を取り、各巻がそれぞれ独立した話になっている。連載期間は約2年だが、話の中での時間は経過していない、3巻ではその事をネタにしている。
1巻は「成り上がり生徒会」騒動、2巻は「冬の美術部合宿」、3巻は「北頼高校との対決」、4巻は「家出騒ぎ」、5巻は「七五三太との対決」及び「生徒会選挙」を描いている。
なお4巻では然と一田先生を主人公にした「A-K☆カンパニー（あだるときっずかんぱにー）」が、5巻では高校卒業後を描いたエピローグが、また日出次とひーこをメインにした外伝が「ダンガン×ヒーロー」最終巻（4巻）に収録されている。

## 登場人物

### 南向高校
ごく普通の男女共学校。校風はのんびり・呑気であり、その気質は警備員にまで及んでいる。

#### 美術部員
原田 萠梨（はらだ もり）
シリーズ最初の主人公。能天気揃いの部員達の中で頭を悩ませる「唯一まともに絵が描ける」副部長。1巻のラストで廉に告白され付き合うようになるが、悩みのタネはますます増えるばかり。
近江 廉（おうみ れん）
シリーズ途中から萠梨に代わり主人公となったお調子者の美術部部長。似合うから、と頭にリボンを結んでいる。
幼き日、初めて生で見た「絵に描いたようなキスシーン」を演じたいが為、萠梨との身長差が15センチ以上になるまで手を出さない、と誓う。何度か挫折し、手を出しそうになるがその度邪魔が入る。弟曰く「不健全な男」。
梶 日出次（かじ ひでじ）
美術部のヒラ部員その1。頭が箒のように逆立ち、細目。ひーこに惚れていて、彼女の好みに合わせようと頭を角刈りにしようとしたが、途中で挫折した為の頭。1月1日生まれでつけられた名前だが、本人は嫌がっている。
花畑 妃沙子（はなはた ひさこ）
通称「ひーこ」。萠梨を追って美術部へ入った。理数系はトップクラスだが文系は全く駄目。話す言葉は簡単な言葉以外はすべてひらがな。任侠モノが大好きで、体格がいい人には角刈りを勧める傾向がある。
小笠原 真赤（おがさわら まこ）
4巻から登場。廉達より一年後輩。気が強く、見た目そっくりの三つ子、小笠原3姉弟の中では1番のしっかり者。廉とよく似た垂水りん太と駆け落ち、廉達が大学を卒業する頃子連れで復学する。
小笠原 真黄（おがさわら まき）
4巻から登場。父と喧嘩して美術部部室の隠し部屋に家出をしている。柔道が得意でよく柔道部の応援に行っている。小笠原3姉弟の真ん中。軟弱な真青のフォローをすることが多い。銀行の窓口のおねーさんになる。
小笠原 真青（おがさわら まお）
4巻から登場。小さい頃から病弱で、廉のような逞しい男性に憧れて美術部に入部する。小笠原3姉弟で唯一の男だが、城戸・坂浦兄弟に女と間違えて捕らえられ「わーん、ぼく男ですぅ～」と訴えていた。廉達が大学卒業時にはまだ大学生。

#### 他の生徒
生徒会長・生徒会役員
1巻で「成り上がり生徒会」を企画した。
生徒会長はサングラスをかけた男子生徒。5巻でいい加減引退しようと思い、後継者として廉を指名した。
城戸 七五三太（きど しめた）
角刈りでガタイのいい柔道馬鹿。廉からは「筋肉ダルマ」呼ばわれされている。11月15日生まれ。「成り上がり生徒会」の最初のイベントではおたふく風邪で参加できず、「自分が参加していれば優勝は俺達だった」と美術部に退任を要求する。
7人兄弟の末っ子で坂浦は実兄。ひどい病弱で、病気が治らないうちに無理をしたため、はしかにかかる。

#### 教師
一田 一子（いちだ いちこ）
美術部顧問。初対面時は眼鏡をかけていなかったが、廉がコンタクトを壊してしまった為昔の眼鏡を使い出す。
あまりにも酷い乱視＆遠視の為度がきつく、眼鏡をかけると奥の細い目がアップになり眼鏡美人と化す。唯一ひーこが漢字で読める名前の人。後に然と結婚。
坂浦 譲治（さかうら じょうじ）
南向高校の非常勤講師。七五三太の実兄で、名字が違うのは昔婿養子に行った為。女タラシで、妻子もちにもかかわらず南向高校の全女性（生徒および教師）を自分の愛人にしようとたくらむ。容姿は『超新星フラッシュマン』の敵役サー・カウラーそのもの。また、名前もカウラー役の中田譲治からと推測される。
校長
呑気な南向高校の校風そのものを凝縮した性格。美術部が空に揚げた「団子型ビニール凧」を見て懐かしくなり、暫く全国グルメ旅行に出ていた。
南向OBで、所属は「食い倒れ同好会」の会長。当時部室として作った地下室＆抜け穴は現在も1年生の教室の下に存在する。4・5巻ではこの地下室が大活躍する事に。

### 近江家
近江 然（おうみ ぜん）
2巻から登場。廉の10歳違いの兄。ポルノ作家。一田先生とは高校時の同級生で当時肩肘張って生きていた彼女に、眼鏡をはずす事を勧めた。弟をおちょくるのを仕事の間の息抜きとしていて、廉も彼を毛嫌いしている。
しかし廉の記憶に焼きついた「絵に描いたようなキスシーン」を演じていたのは、当時高校生だった彼である。しかし廉は当人の事までは憶えていない。
近江 烈（おうみ れつ）
2巻から登場。廉の10歳違いの弟。彼が生まれた時点で兄弟三人、見分けがつかない程そっくりだったらしいが、それによって忘れられがちになった廉が幼心にショックを受け、人一倍目立ちたがり屋になってしまった。3兄弟の中で一番のしっかり者。
エピローグでは中学生になっていたが、何とかキスしようと萠梨に詰め寄る廉の後ろで「け」と発言し、それにつられた廉は「けっこんしない!!? 」と言ってしまう。
薫(かおる)
3巻から登場。近江兄弟の従兄弟で大学生。苗字は明かされていない。山口作品「暁のMr．クライマー」シリーズで登場している。このシリーズの主人公の一人・春田朗の大学の先輩で、女性と間違えられるが男である。
喫茶店でバイトをしているがオーナーは完全に彼に任せっきりにしている為、彼自身の裁量でバイトを採用している。真赤や廉達も4巻で働いていた。

### 北頼高校
南向高校とは市街地を挟んで反対側にあり、生徒のみならず教職員まで何かと張り合っている。南向高校が一般的な高校なのに対し、こちらは所謂「お坊ちゃま・お嬢様学校」
三条 深海（さんじょう ふかみ）
北頼高校でも屈指の富豪の跡取り息子。廉とは中学時代の同級生で、何かと目立つ彼を敵視していた。蠍座のA型で、執念深い性格。
室井 琴子（むろい ことこ）
深海専属のくの一。遠縁にも当たり、彼のためならばと南向高校に潜入捜査までしていた。廉のファーストキスを奪う。

## 組織・行事・施設
成り上がり生徒会
新入部員勧誘に破れた部への救済措置の名目で生徒会主催で行われた大騒ぎ。
他の特典としては特別編成された予算（この予算の有無がこのバカ騒ぎの「裏」を露見させることに）、一ヶ月だけとはいえ生徒会役員をしたという実績による内申書への影響もあって新入部員が沢山入った部も喜んで参加した。優勝は美術部（1巻）。
空手部
城戸七五三太が部長を務める。5巻では七五三太と共に校内の綱紀粛正に乗り出す。
水泳部・バスケ部
3巻及び5巻で登場。3巻では北頼高校との対抗試合のため、廉に助っ人を頼みにやってくる。結果は共に引き分け。
5巻では3巻での借りを返すため、退学処分になった廉の助っ人に現れる。
陸上部・卓球部
3巻で登場。「一度でいいから試合に勝ちたい」と廉に助っ人を頼みにやってくるが、水泳部に負ける。
家庭科部
4巻で登場。家庭科らしきモノは殆どせず、コスプレに熱を上げる。廉をスカウトに来た。4巻の騒動終了後には助けてもらったお礼に廉はおもちゃにされ、真青はレンタルに出された。
文化祭
成り上がり生徒会騒動により廉達が2年の時は開催されなかった。その為冬休み明け、三学期の始業式の日に文化部だけでちょっとした発表会が行われることになる。 しかし美術部にはまともに発表できる作品があるわけもなく、かくて一田先生の叔母が経営するペンションで合宿を行う事になる（2巻）。
体育館
その壁には「成り上がり生徒会」で優勝した美術部を記念して、モザイク画が展示されている。浮かび上がる字は「美」。その屋根の上では1、5巻で廉VS七五三太のバトルがあった。
プール
1巻では体育館の屋根の上でのバトルで負けた七五三太が落下した場所。「しーちゃんたら、運がいいこと」の廉の言葉からすると、狙って落としたものでないようだ。
3巻では北頼高校との対抗戦で使用された。結構な深さがあり、魚が泳ぎ海草も生えている。

## 単行本
全5巻。ゲストとして、「ダンガン×ヒーロー」で廉・萠梨・烈が、「朝からピカ☆ピカ」でひーこが出演している。